# جولييت (أغنية)
«جولييت» (بالإنجليزية: Juliet)‏ هي الأغنية الثانية من الألبوم الحادي عشر لـ مودرن توكينغ، النصر. على عكس مسارات مودرن توكينغ الأخرى التي تم إصدارها سابقًا، فإن الأغنية لها نكهة ديسكو وتشير إلى أغنية أليسيا بريدغز لعام 1978 «أنا أحب الحياة الليلية».

## قائمة التشغيل
CD-maxi ، Hansa 74321 93836 2 (BMG) / EAN 0743219383624 29.04.2002
1. «جولييت» - 3:37
2. «جولييت» (ريمكس جيو) - 5:05
3. «هايير ذن هيفين» (يو ماكس ميكس) - 3:40
4. «تسقط على ركبتي» - 3:42

## روابط خارجية
- كلمات الأغنية الكاملة على مترولايركس
- Juliet على Discogs (قائمة بالإصدارات)